# Adam Clayton
Adam Charles Clayton OL (Oxfordshire, 13 de março de 1960) é um músico inglês, baixista do U2, banda irlandesa de rock. Clayton é autodidata no baixo, tendo aprendido a tocar com dedicação e treino. Seu estilo distinto
é notável em canções como "New Year's Day", "With or Without You", "Gloria", "Bullet the Blue Sky", "Mysterious Ways", "Get on Your Boots" e "Magnificent". Seu trabalho no álbum No Line on the Horizon foi particularmente elogiado.
Durante as décadas de 1980 e de 1990, Clayton explorou efeitos sonoros, com ênfase no uso de slap e distorção. Atualmente, o baixista tende a preferir um som mais puro e direto de seu instrumento. Independentemente da abordagem, Clayton, apelidado de "Jazzman" por Bono Vox, mantém um estilo imprevisível e criativo. Clayton também foi responsável pelo site oficial da banda, U2.com, cuja gestão foi posteriormente transferida para seu irmão, Sebastian.

## Biografia
Adam é o filho mais velho de Brian e Jo Clayton, nascido na cidade de Chinnor, na Inglaterra. Quando Clayton tinha apenas 5 anos de idade, sua família mudou-se de Oxfordshire para Malahide, uma pequena cidade sitiada próximo a Dublin, na Irlanda, onde o irmão de Adam, Sebastian, nasceu. A família Clayton tornou-se amiga da família Evans, cujos filhos Dik Evans e David Evans (mais comumente conhecido como The Edge) integravam a banda Feedback, que mais tarde tornou-se o U2.

"Foi minha culpa e eu tenho certeza que eu estava fora de mim - .. Emocionalmente distante de qualquer outra coisa, mas é grave, porque é ilegal".

— Adam
Clayton participou do primeiro embarque da escola, no castelo "Park School", em Dalkey. Em seguida, recebeu seu primeiro baixo, mas, devido à sua postura rebelde, os pais de Clayton optam por mandar o seu filho mais velho para a escola pública local, a "Mount Temple Comprehensive School", em Dublin, onde conheceu os futuros companheiros de banda Paul Hewson (conhecido pelo nome artístico de Bono Vox), Larry Mullen Jr. e David Evans (conhecido posteriormente como The Edge, seu nome artístico). Mullen havia colocado um anúncio no mural da escola procurando por músicos para formar uma banda com ele. Clayton apareceu no primeiro teste, que também incluiu Dik Evans, irmão mais velho de The Edge, Ivan McCormick e Peter Martin, que eram dois amigos de Mullen. McCormick e Martin deixaram a banda logo após sua concepção. Enquanto ainda eram um quinteto, o nome do grupo foi definido como Feedback. Esse foi posteriormente mudado para "The Hype" e depois para "U2", assim que Evans deixou a banda.
Em 1981, na época do segundo álbum de estúdio (considerado por eles, como um álbum espiritual) October, foi criado um racha na banda entre Clayton e Paul McGuinness, e os três outros membros da banda. Bono, The Edge e Mullen, tinham se juntado a um grupo cristão, e estavam questionando a compatibilidade do rock com sua espiritualidade. No entanto, Clayton, com suas visões religiosas mais ambíguas, estava menos preocupado, e assim era mais um estranho, até o dia do casamento de Bono com Alison Hewson (Nee Stewart), no qual Clayton foi o padrinho.

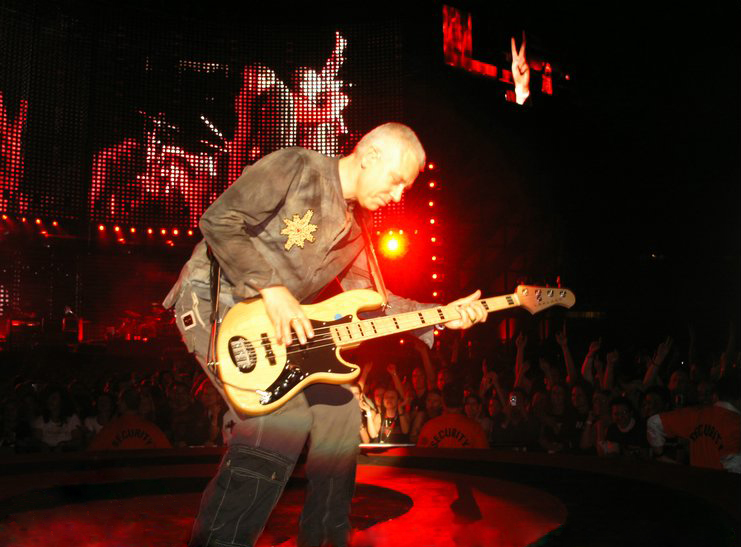
Performance de Adam Clayton em concerto, durante a Vertigo Tour em 2005.

Adam foi alvo de manchetes em agosto de 1989 em Dublin, sendo preso por carregar uma pequena quantidade de maconha. Clayton também teve problemas com o álcool, que veio à tona em 26 de novembro de 1993, quando ele estava com tanta ressaca, que ele era incapaz de jogar qualquer coisa a noite, em Sydney, na Austrália. Após esse incidente, ele desistiu de álcool.
Em 1995, após a Zoo TV Tour e de ter lançado o álbum Zooropa, Adam foi para Nova Iorque junto com seu amigo Larry para trabalhar no álbum pseudônimo "Passengers", intitulado Original Soundtracks 1, apresentando um dos poucos casos em que Adam aparece como vocalista, chegando a cantar no último verso da canção "Your Blue Room", o segundo single deste álbum.
Em 1996, quando ainda estava em Nova Iorque, Clayton colaborou com Mullen regravar o tema do filme Mission: Impossible. Foi namorado e chegou a noivar com a supermodelo britânica Naomi Campbell durante a década de 1990 e, também teve um breve relacionamento com Suzanne "Susie" Smith (ex-assistente de Paul McGuinness), entretanto, separaram-se em fevereiro de 2007. Como baixista, Adam ficou mais conhecido por tocar "New Year's Day" e "With or Without You". Seu estílo inclui também o reggae, e cita artistas como Paul Simonon da banda The Clash. Em setembro de 2013 casou-se com a advogada brasileira Mariana Teixeira de Carvalho, que atualmente trabalha no mercado de arte em Londres.

## Projetos paralelos
Adam tem trabalhado em vários projetos paralelos ao longo de sua carreira. Participou do álbum de estúdio de Robbie Robertson, intitulado Robbie Robertson de 1987, tocando também com a cantora estadunidense Maria McKee. Clayton tocou na canção "The Marguerita Suite" de Sharon Shannon lançado em outubro de 1991.
Juntou-se ao produtor musical do U2, Daniel Lanois e também amigo de Larry Mullen no álbum Acadie, lançado em 1989, tocando nas canções "Still Water" e "Jolie Louise". Em 1994, tocou no ao lado de Larry, no álbum Flyer da cantora country Nanci Griffith, nas canções "These Days in an Open Book", "Don't Forget About Me", "On Grafton Street" e "This Heart".
O tema do filme "Missão Impossível", de 1996, foi nomeado para "Melhor Performance Instrumental Pop" pelo Grammy Awards no ano de 1997, atingindo a posição de número #8 na Billboard Hot 100 dos Estados Unidos.

## Equipamento musical
Os baixos de Adam incluem:
- Fender Precision Bass
- Fender Jazz Bass
- Gibson Thunderbird Bass
- Gibson Les Paul Bass Triumph

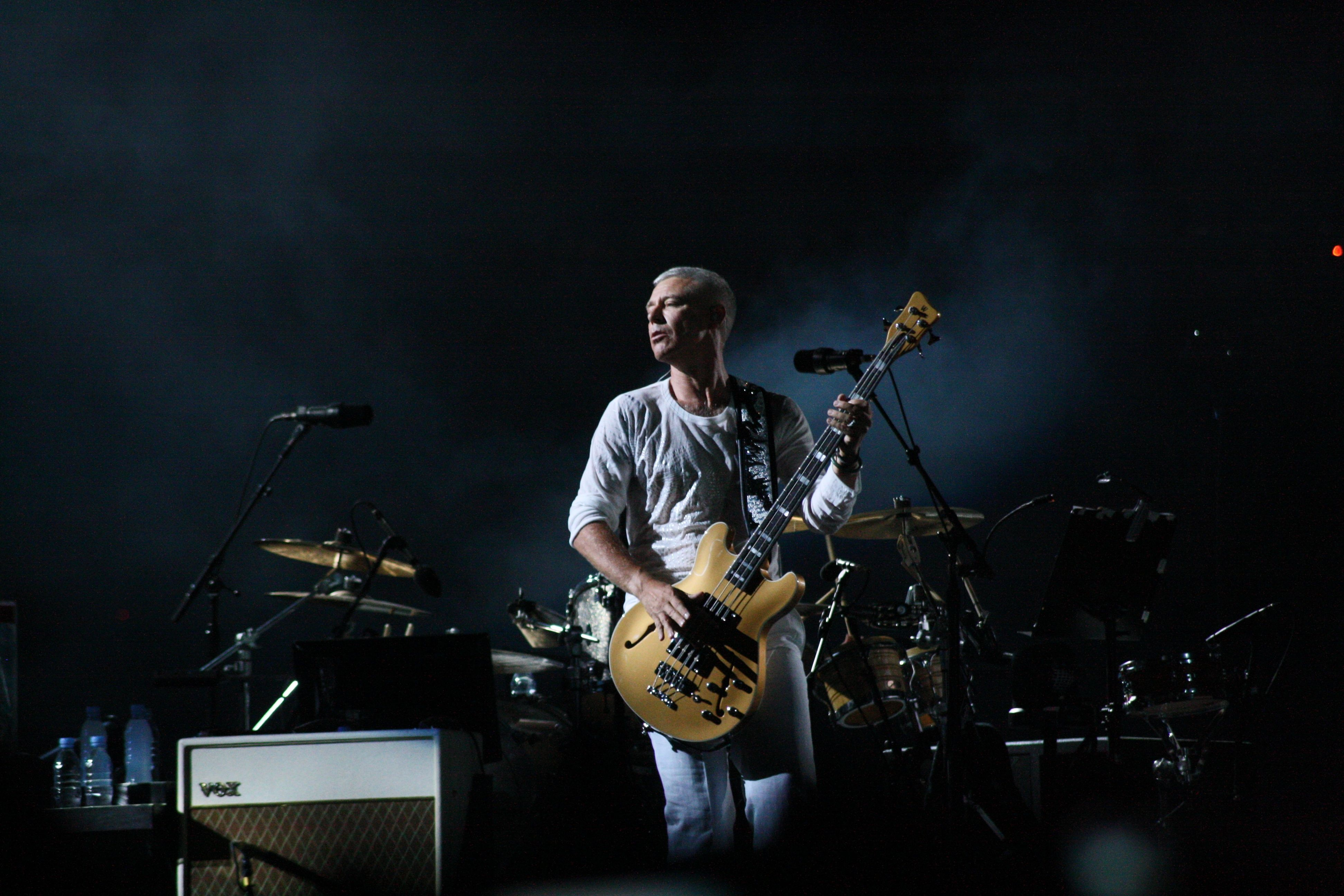
Performance de Adam Clayton, Warwick Star Bass, 2010

- Gibson Les Paul 70's Recording Bass, modelo desconhecida
- Lakland Joe Osborn Signature Bass
- Lakland Darryl Jones Signature Bass (com Chi-Sonic pick-ups)
- Auerswald Bass Custom
- Epiphone Rivoli bass (visto em "Get on Your Boots" vídeo)
- Rickenbacker 4001 Bass - Usado nos primeiros dias de U2, em 1978/1979
- Status John Entwistle Bass Buzzard
- Warwick Reverso Bass, Warwick Star Bass, Warwick Streamer Bass
- Gibson RD

## Prêmios
Adam junto com U2, já ganharam inúmeros prêmios em sua carreira, incluindo 22 prêmios Grammy , incluindo os de "Melhor Artista de Rock Duo ou Grupo" de 7 vezes, "Álbum do Ano" 2 vezes, "Gravação do Ano" 2 vezes, "Canção do Ano" 2 vezes, e de "Melhor Álbum de Rock" 2 vezes.
A 21 de Abril de 2005 foi feito Oficial da Ordem da Liberdade de Portugal.